# Castellazzo Novarese

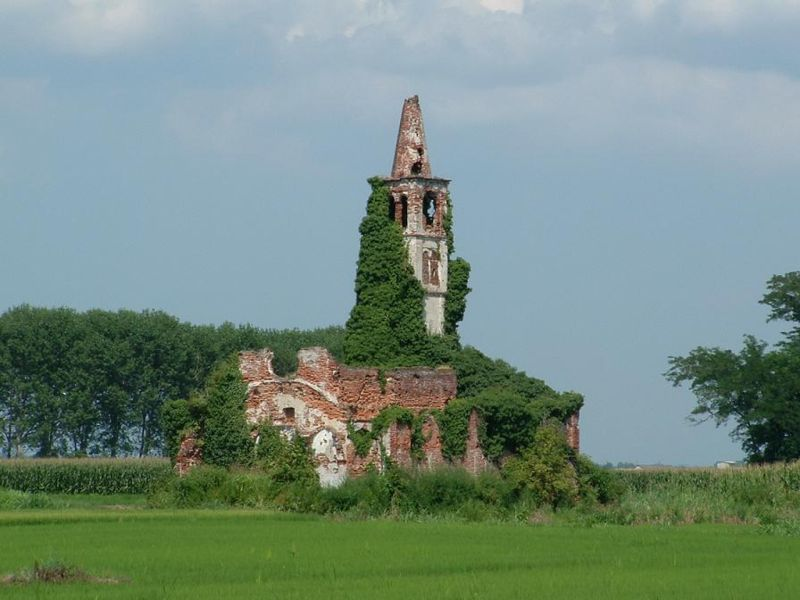
Castellazzo Novarese

Castellazzo Novarese (piemontesisch und lombardisch Castlass oder Castlasc) ist eine italienische Gemeinde mit 335 Einwohnern (Stand 31. Dezember 2023) in der Provinz Novara innerhalb der Region Piemont.
Der Ort liegt etwa 80 km nordöstlich von Turin und 12 km nordwestlich der Stadt Novara. Die
Nachbargemeinden sind Briona, Casaleggio Novara, Mandello Vitta und Sillavengo.
Das Gemeindegebiet umfasst eine Fläche von 10 km².